# Massac (Aude)
Massac é uma comuna francesa na região administrativa de Occitânia, no departamento de Aude. Estende-se por uma área de 11,89 km². Em 2010 a comuna tinha 29 habitantes (densidade: 2,4 hab./km²).